# Gnesiocerotidae
Famille
Les Gnesiocerotidae sont une famille de vers plats marins, de la super-famille des Leptoplanoidea, du sous-ordre des Acotylea et de l'ordre des Polycladida.

## Systématique
Le nom valide complet (avec auteur) de ce taxon est Gnesiocerotidae Marcus & Marcus, 1966.

## Liste des genres
Selon la base de données World Register of Marine Species (13 novembre 2023), la famille des Gnesiocerotidae regroupe les genres suivants :
- genre Echinoplana Haswell, 1907
- genre Gabiella Prudhoe, 1989
- genre Gnesioceros Diesing, 1862
- genre Parabolia  Rodriguez, Hutchings & Williamson, 2021
- genre Planctoplanella Hyman, 1940
- genre Pseudalloioplana Prudhoe, 1985
- genre Styloplanocera Bock, 1913

Synonymes
Le genre Pelagoplana Bock, 1913, est synonyme de Gnesioceros Diesing, 1862.